# Veľké Chyndice
Veľké Chyndice és un poble i municipi d'Eslovàquia que es troba a la regió de Nitra, al sud-oest del país.El 2021 tenia 338 habitants.

## Història
La primera menció escrita de la vila es remunta al 1234.

## Demografia
| Godina             | 1994 | 2004   | 2014   | 2024   |
| ------------------ | ---- | ------ | ------ | ------ |
| Nombre de persones | 367  | 342    | 319    | 339    |
| Diferència         |      | −6,81% | −6,72% | +6,26% |

| Godina             | 2023 | 2024   |
| ------------------ | ---- | ------ |
| Nombre de persones | 344  | 339    |
| Diferència         |      | −1,45% |